# Бавары

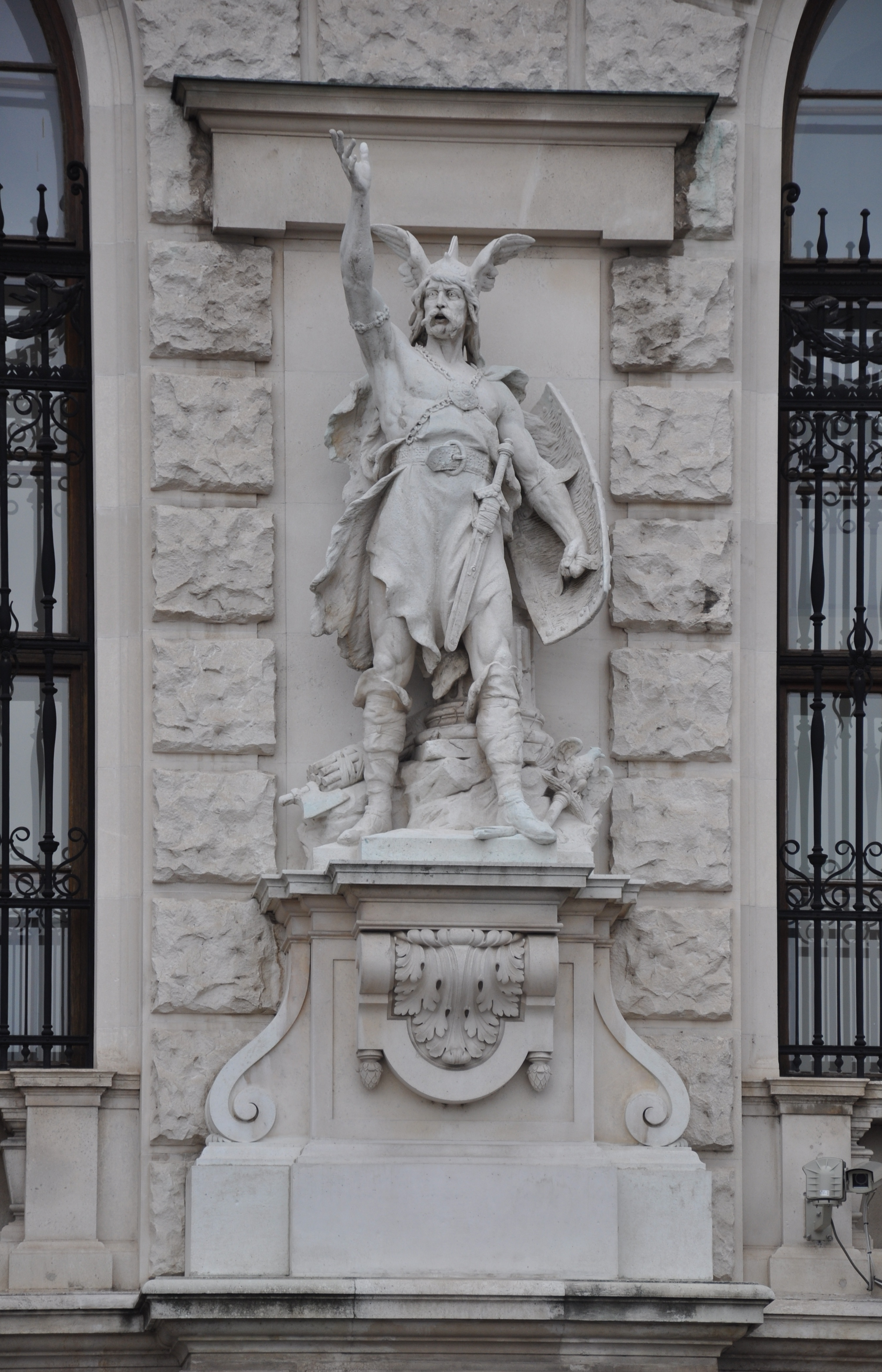
Статуя (скульптура) № 3, Антон Бренеке, «Бавар» (Баювар) на главном фасаде, двадцать фигур из истории Австрии (разных скульпторов) Новая крепость, на площади героев, Вена.

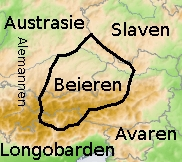
Бавары, и их окружение, около 600 года.

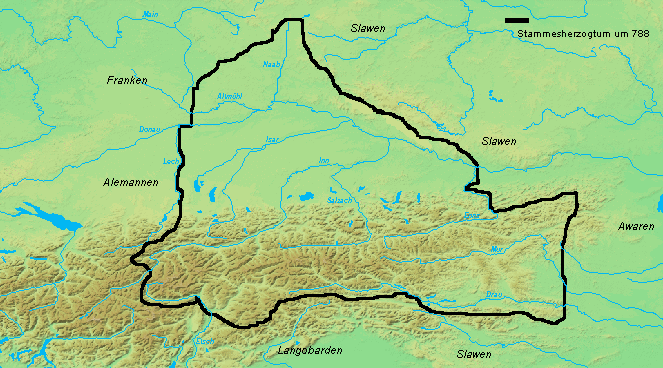
Территория Баварского герцогства, 788 год.

Бава́ры (бав. Bajuwarn, Baiuwarn) — древнегерманское племя.
Древнейшие обитатели древнебаварских земель были кельтского происхождения, с примесью этрусков на юге, именно: винделики на плоской возвышенности до Инна, на востоке норики, в Альпах — реции, а на севере, вероятно, племена бойев, главным местожительством которых была Богемия. В другом источнике указано что по распадении Римской империи местность, занимаемую ныне Баварией, заняло германское племя байуварии или байары, имевшее своих собственных герцогов и находившееся в зависимости от франкских королей. Древнейшее название баварцев — Баиовары, баювары, одного из наиболее значительных германских племен, первоначально входившего в состав племенной группы, известной под именем маркоманов.

## История
Впервые племя баваров упоминается в VI веке, когда ему наносят поражение франки. В VI столетии бавары вступили в борьбу с вендами в Штирии, бавары составили большую часть немецких колонистов в ней.
Восстание в Штирии, поднятое против баваров, сопровождалось изгнанием немецких духовных лиц, но бавары снова подчинили себе славян.
Позднее бавары сформировали собственное герцогство под управлением династии Агилольфингов, а в VII—VIII веках отпали от Меровингов. Созданная в этот период запись обычного права баваров — так называемая Баварская правда — является одной из древнейших «варварских правд» и одним из важнейших источников исследования общества германцев периода раннего Средневековья.
В первой трети VIII века Карл Мартелл вновь подчинил баваров Франкскому королевству, и в 732 году они участвовали в составе его войска в битве при Пуатье. В дальнейшем Бавария вошла в состав империи Карла Великого, но уже в конце IX века баварские земли были переданы Луитпольду, который воссоздал древнее герцогство Бавария, которое стало одним из наиболее крупных и влиятельных в империи.

## География
Территория баваров находилась в бассейне реки Дунай. Их соседями были:
- тюринги на севере
- франки на северо-западе
- алеманны на западе
- остготы на юге (до 554 года)
- лангобарды на юго-востоке
- авары на юго-востоке
- славяне на востоке

## Роль баваров в истории
Бавары стали одним из компонентов формирования немецкого и австрийского народа. Их потомки населяют территорию австрийского Тироля и Баварии, одного из государств (земли) имперской и федеративной Германии.